# Amapasaurus tetradactylus
Amapasaurus tetradactylus is een hagedis uit de familie Gymnophthalmidae. Het is de enige soort uit het monotypische geslacht Amapasaurus.
Amapasaurus tetradactylus werd voor het eerst wetenschappelijk beschreven door Osvaldo Rodrigues da Cunha in 1970. De soortaanduiding tetra-dactylus betekent viertenig en slaat op de bouw van de poten. De soort komt voor in delen van Zuid-Amerika en leeft in de landen Brazilië, Frans-Guyana en Suriname. Mogelijk komt de hagedis ook voor in Guyana.